# 塔罗斯

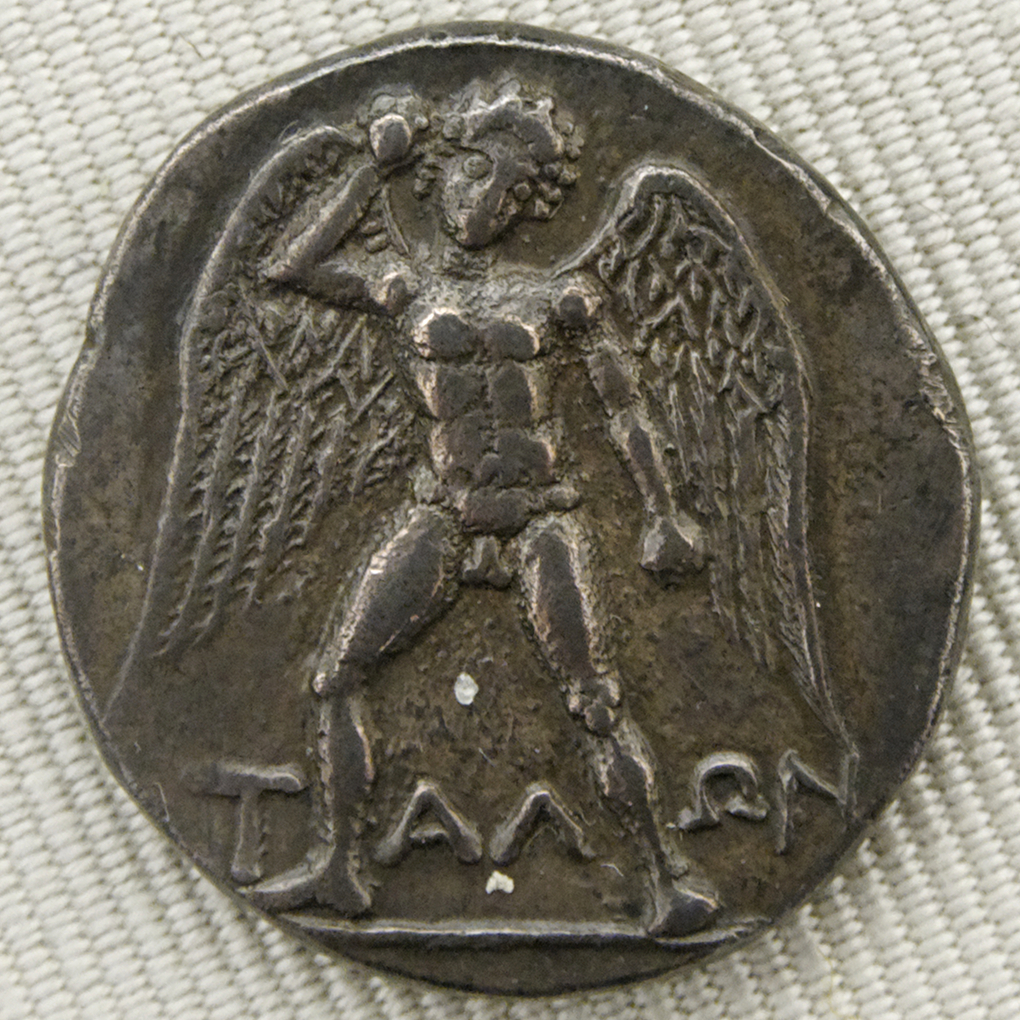
塔罗斯

塔罗斯是希腊神话中的自動機械巨人（Automaton）。名字意为“砍伐”或“太阳”。

## 家世
塔罗斯的身世有三种版本。按赫西俄德的说法，宙斯曾创造了四代人类：黄金、白银、青铜、黑铁。塔罗斯是铜人，属于青铜一代（the bronze generation），历劫不灭，直到半神时代（Age of the Demigods）尚在人间。另一种观点认为它由火神赫淮斯托斯和独眼巨人铸造，送给克里特国王米诺斯。而史诗作者西尼松（Cinaethon）则指其为古克里特信仰中的太阳神，赫淮斯托斯為其儿子。在某些方言中，talos等同于helios（希腊语指“太阳”），也算西尼松观点的一个注脚。米诺斯王的妻子帕斯菲（Pasiphae，代表月亮）可能是塔罗斯的女儿。

## 外貌
大部分典籍说它全身青铜铸就，所向无敌。只有一根血管，从颈部通下，直到膝盖处以铜钮遮掩（一说上面只有层薄皮）。該處為命门之所在。这与阿喀琉斯的脚踝十分相似。它能一日之内绕克里特岛三周。《神谱》中提到别种说法，将它描述为一头公牛。艺术家常将其绘成青铜雕就的英俊青年。

## 传说
宙斯化为白牛，将腓尼基公主欧罗巴掠到克里特岛，派塔罗斯护卫其安全。伊阿宋带领群雄找到金羊毛后靠近此岛。青铜巨人从崖上扳下山石，向英雄们乘坐的阿尔戈號擲去。英雄们无计可施，加上神疲口渴，本想就此撤退，伊阿宋之妻美狄亚出来制止。她让众人将船泊到巨人射程之外後走上甲板，对空叩拜三诵三歌，召唤专门攫食生魂的死亡女神克蕾絲（Keres）。美狄亚又以双目惑住巨人，化出各种地狱幻象对它诅咒。塔罗斯本在搬运巨岩进攻，突然膝盖划到尖石，血管破裂，体内靈液（ichor）流出，呆立半晌，轰然倒地。群雄于是得以上岛。这段故事以阿波罗尼奥斯的《阿尔戈船英雄记》（Argonautica）所述最为详尽。
《书库》的说法不尽相同：美狄亚给塔罗斯一剂毒药，说喝下后能化去血管，从此再无软肋。塔罗斯不知是计，遂被毒死。或说它膝上中了波亚斯（Poeas）一箭而亡。
古希腊辞书家苏达斯（Suidas）提到完全不同的故事：塔罗斯本为萨蒂尼亚人（Sardinians）所有。他们不愿将其交给米诺斯王。铜人突然跳起，投入火中，烧成通红，将原主人一个个抱住，烫得焦烂而死。

## 神话学意义
古时克里特人以青铜武装战船。古希腊人击败了他们的船队，克里特文明从此衰落。有人认为这个神话便是其隐喻。
愛德華·波提亚（Edmond Pottier）考证出克里特岛惩罚犯人的旧俗：烧红一头铜牛，把犯人投入牛腹。他认为塔罗斯便是从铜牛化出。该岛的公牛崇拜（bull-cult）佐证了他的观点。参见米诺陶。
偽阿波羅多洛斯还提到锯子的发明者也叫做塔罗斯，后为其舅舅所杀。但这与青铜巨人的神话似乎并无太多关联。